# Бързей
 Тази статия е за участъка от река.  За реката Бързей вижте Бързей (река).  
Бързей се нарича участък от река с относително голям речен наклон, вследствие на което водата тече с висока скорост и турбулентност.
Характеризират се с плитчини, образувани от скали. При разбиването на водата във и около скалите се образуват въздушни мехурчета, които се смесват с водата и ѝ придават бял цвят. Обикновено бързеите се появяват там, където речното корито има висока устойчивост към ерозивната сила на течението. Новообразуваните потоци, които текат през здрави скали, могат да представляват бързеи в по-голямата си част. Бързеите предизвикват аерация на водата, в резултат на което водата е с по-добро качество.

## Промишлено използване
Бързеите затрудняват плаването и навигацията и налагат необходимост от изграждане на обходни канали. На реките, имащи бързеи, понякога се построяват ВЕЦ.

## Воден туризъм
Във водния туризъм бързеите са един от основните елементи, определящи сложността на маршрута. Съществуват едностепенни бързеи (където разстоянието между две каскади не превишава дължината на съда), както и многостепенни бързеи (където между две каскади може свободно да се маневрира от единия бряг до другия).